# Eupropacris rammei
Eupropacris rammei är en insektsart som beskrevs av Miller, N.C.E. 1936. Eupropacris rammei ingår i släktet Eupropacris och familjen gräshoppor. Inga underarter finns listade i Catalogue of Life.